# Iain Luke
Iain Luke (* 8. Oktober 1951) ist ein schottischer Politiker der Labour Party.

## Leben
Luke wurde 1951 in Dundee als Sohn eines Hausmeisters geboren. Er besuchte die Stobswell Boys’ Junior School und die Harris Academy in Dundee. Nachdem er fünf Jahre lang im Steuervollzug tätig gewesen war, studierte Luke an der Universität Dundee und arbeitete in der Folge 18 Jahre lang als Dozent.

## Politischer Werdegang
Insgesamt 17 Jahre war Luke für die Labour Party Mitglied des Regionalrats von Dundee. Nachdem John McAllion, der seit 1987 den Wahlkreis Dundee East im House of Commons vertreten hatte, bei den ersten Wahlen zum schottischen Parlament einen Sitz in diesem Haus erhielt, bewarb er sich bei den Unterhauswahlen 2001 um keine weitere Amtszeit. Als Nachfolger stellte die Labour Party Luke auf. Obschon er im Vergleich zur letzten Wahl McAllions 5,9 % der Stimmen einbüßte, gewann er das Mandat und zog in der Folge erstmals in das britische Unterhaus ein. Bei den folgenden Unterhauswahlen 2005 konnte er sich nach weiteren Stimmverlusten nicht mehr gegen den SNP-Kandidaten Stewart Hosie durchsetzen, gegen den er bei den vorangegangenen Wahlen noch deutlich gewonnen hatte. Im Parlament wurden 226 Wortbeiträge Lukes verzeichnet.
Bei den schottischen Parlamentswahlen 2007 bewarb sich Luke noch einmal im Wahlkreis Dundee East um ein Mandat dieses Hauses. Er konnte sich aber nicht gegen die amtierende SNP-Politikerin Shona Robison durchsetzen.